# デスティネーション・フィルムズ
デスティネーション・フィルムズ（Destination Films）は、ソニー・ピクチャーズの子会社の一つ。1997年、Brent BaumとSteve Stablerによって設立された。2002年からソニー・ピクチャーズ ホームエンタテインメントのものになり、2007年には親会社がソニー・ピクチャーズ・ワールドワイド・アクイジションズ・グループ（SPWAG）になった。2007年からSPWAGは、デスティネーション・フィルムズ名義で『ラスト・ブラッド』や"Black Dynamite"などを全世界向けにリリースしている。

## 主な作品
カッコ内は北米での公開年である（例外あり）
- ホームメイト! Crash Pad（2017）
- ファースト・タイム 素敵な恋の始め方 The First Time（2012）
- デビル・ストレンジャー en:Meeting Evil（2012）（配給はステージ 6 フィルムズとen:Motion Picture Corporation of America）
- en:Mardi Gras: Spring Break（2011）
- ジャン=クロード・ヴァン・ダム/アサシン・ゲーム Assassination Games（2011）
- クリステン・スチュワート ロストガール en:Welcome to the Rileys（2010）
- 狼たちの処刑台 Harry Brown（2010）
- Black Dynamite（2009）
- ラスト・ブラッド Blood: The Last Vampire（2009年）
- en:The Perfect Holiday（2007）
- ハード・クライム The Take（2007）
- P2 P2（2007）（イギリスでの公開）
- BATS II 蝙蝠地獄 Bats: Human Harvest（2007）（Sci-Fi Channelとの共同配給）
- サウスランド・テイルズ Southland Tales（2007）
- セラフィム・フォールズ Seraphim Falls（2007）（サミュエル・ゴールドウィン・フィルムズとの共同配給）
- フェイシング・ザ・ジャイアント Facing the Giants（2006）
- エクスタシー London（2006）
- インビジブル2 Hollow Man 2（2006）
- dot. The Quiet（2006）
- グラスハウス2 The Good Mother（2006）
- ラストサマー3 I'll Always Know What You Did Last Summer（2006）
- シャタ ギャング・オブ・ジャマイカ Shottas（2006）（トライアンフ・フィルムズとの共同制作）
- ヴァンパイア 呪力転生 Vampires: The Turning（2005）
- イントゥ・ザ・サン Into the Sun（2005）
- イカとクジラ The Squid and the Whale（2005）
- ミラーマスク MirrorMask（2005）（The Jim Henson Companyとの共同配給）
- 恋のミニスカウエポン D.E.B.S.（2005）（スクリーン ジェムズとの共同制作）
- 東京ゴッドファーザーズ（2004）
- 素顔の私を見つめて… Saving Face（2004）
- ブラザーフッド Tae Guk Gi: The Brotherhood of War（2004）
- スチームボーイ（2004）（トライアンフ・フィルムズとの共同制作）
- Memories（2003）
- An Evening with Kevin Smith（2002）
- カウボーイビバップ 天国の扉（2002）（サンライズとの共同制作）
- ヴァンパイア/黒の十字架 Vampires: Los Muertos（2002）
- Stan Lee's Mutants, Monsters and Marvels（2002）（マーベル・コミックスとの共同制作）
- シュリ Shiri（2002）
- Drunken Master（2002）
- リターナー Returner（2002）
- アマロ神父の罪 El crimen del Padre Amaro（2002）
- メトロポリス（2001）（トライスター ピクチャーズ/東宝との共同制作）
- アルターフ 復讐の名のもとに Mission Kashmir（2000）
- きかんしゃトーマス 魔法の線路 Thomas and the Magic Railroad（2000）（ガレイン社とマン島との共同制作）
- MONA 彼女が殺された理由 Drowning Mona（2000）
- ビューティフル Beautiful（2000）
- アンラッキー、ハッピー Buying the Cow（2000）
- The Ring of Fire（2000）
- アマンダ・ピートのピンクな気持ち/ワタシは、Hなオンナのコ Whipped（2000）
- 氷の接吻 Eye of the Beholder（1999）
- BATS 蝙蝠地獄 Bats（1999）